# Sysyphus
«Sysyphus» (с англ. — «Сизиф») — четырёхчастная инструментальная композиция группы Pink Floyd с альбома 1969-го года Ummagumma, написанная и исполненная Ричардом Райтом. Представлена на диске со студийными записями на первой стороне LP первым по счёту треком.
Для записи студийного диска Ummagumma музыканты Pink Floyd выбрали новый формат — диск был составлен из четырёх индивидуальных разделов с равным творческим вкладом в альбом каждого из участников группы. К новому формату студийного диска с наибольшим энтузиазмом отнёсся Ричард Райт, его работа — «Sysyphus» — представлена первой на этом альбоме. Позднее Райт стал критически относиться к своей композиции и называть её «претенциозной».

## Части композиции

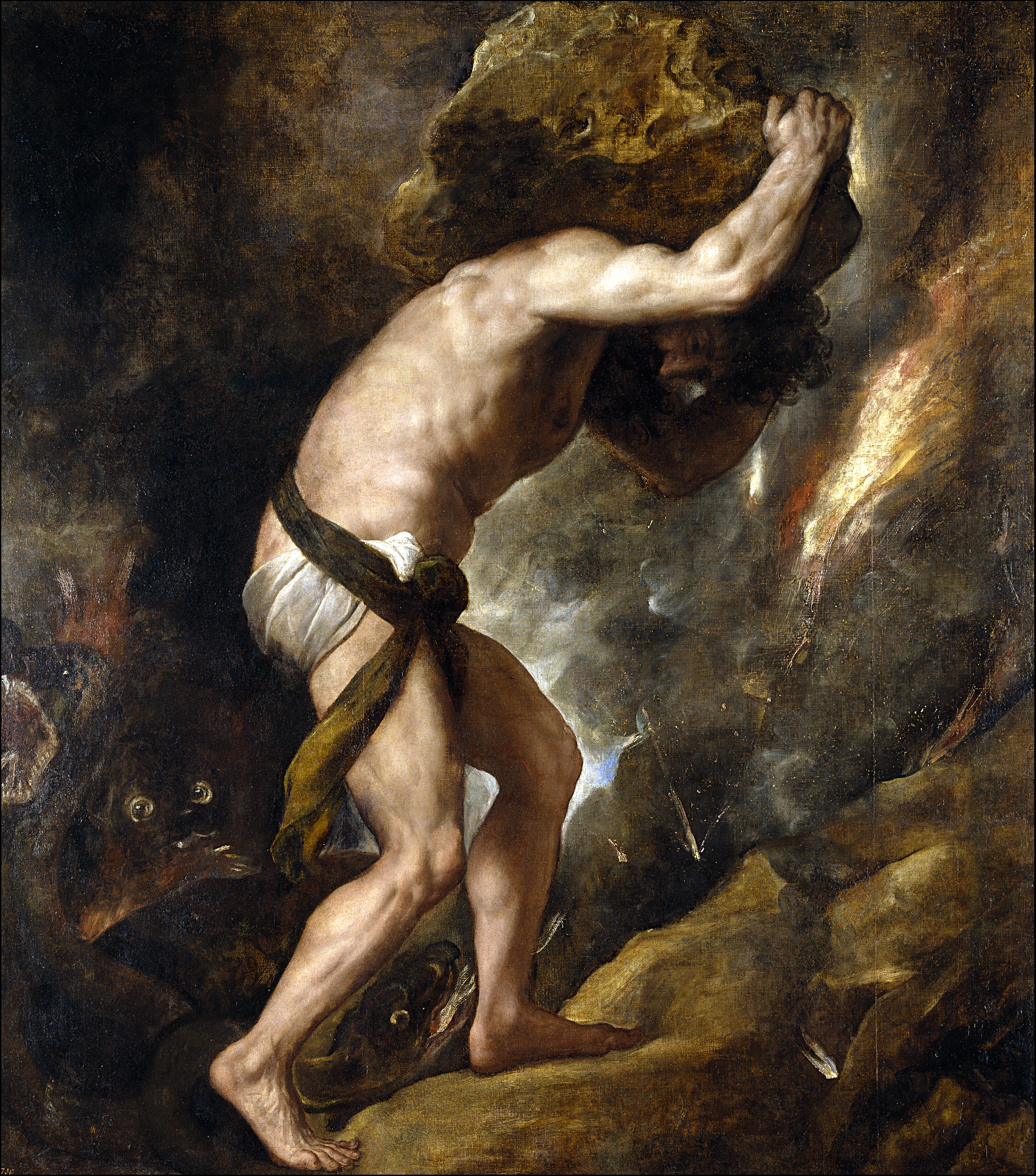
Сизиф, в честь которого Райт назвал свою композицию, на картине Тициана

В первой части композиции помимо синтезатора используются металлические барабаны тимпани. Вторая часть исполнена на фортепиано, по звучанию она похожа на классическую сонату, но отличается в ряде фрагментов диссонансными звуками, которые Райт извлекал, пробегая по клавишам руками. Третья часть представляет собой музыкальные эксперименты. В четвёртой части звучат записи пения птиц, основным музыкальным инструментом этой части является меллотрон, в финале повторяется фрагмент основной темы из первой части:
1. «Sysyphus», Part 1 — 1:09
2. «Sysyphus», Part 2 — 3:30
3. «Sysyphus», Part 3 — 1:49
4. «Sysyphus», Part 4 — 6:59

## Исполнение на концертах
На концертах композиция «Sysyphus» исполнялась очень редко. В частности, она звучала 27 ноября 1969 года на концерте в Montford Hall в Ливерпульском университете, 7 февраля 1970 года в зале Royal Albert Hall в Лондоне и 11 февраля в зале Town Hall в Бирмингеме.

## Участник записи
- Ричард Райт — фортепиано, синтезатор, меллотрон, бас-гитара, ударные, перкуссия.